# Ерзурум (провінція)
Ерзурум (тур. Erzurum) — провінція в Туреччині, розташована на північному сході країни. Столиця — місто Ерзурум (населення 551 559 жителів відповідно до даних на 2009 рік). 
Населення провінції становить 958 875 жителів (дані на 2007 рік). Провінція складається з 19 районів. 
| Туреччина | Це незавершена стаття з географії Туреччини. Ви можете допомогти проєкту, виправивши або дописавши її. |